# Министерство юстиции Канады
Министерство юстиции Канады — следит, чтобы канадская система правосудия органов юстиции и прокуратуры оставалась справедливой, доступной и эффективной. Министерство также представляет Канадское правительство в юридических вопросах. Почти все юристы в федеральном правительстве работают в Министерстве юстиции и направляются для управления правовых дел других министерств и ведомств.
Генеральный прокурор и Министр юстиции являются единой должностью.

## Структура
- Министр юстиции и генеральный прокурор
  - Заместители министра
  - Первый заместитель министра
  - Старший советник генерального прокурора
  - Генеральный директор корпоративного секретариата
  - Директор по аудиту и менеджменту
  - Исполнительный директор Бюро стратегического планирования и управления эффективностью
  - Директор государственной службы обвинений Канады
    - Помощник заместителя генерального прокурора, по делам аборигенов
    - Помощник заместителя генерального прокурора, судебные разбирательства
    - Помощник заместителя генерального прокурора, Налоговое право
    - Помощник заместителя генерального прокурора по делам гражданства, иммиграции и общественной безопасности
    - Помощник заместителя министра, Центральной Портфолио агентства
    - Помощник заместителя министра государственной юридической группы
    - Старший помощник заместителя министра по групповой политике
    - Помощник заместителя министра, корпоративные услуги
    - Главный советник по вопросам законодательства
    - Старший региональный директор Атлантического регионального бюро
    - Старший региональный директор регионального бюро Онтарио
    - Старший региональный директор регионального бюро Квебека
    - Старший региональный директор регионального бюро прерий
    - Старший региональный директор Северной области
    - Генеральный директор по коммуникациям